# Groene Tunnel
De Groene Tunnel is een 35 meter brede gracht tussen het Haveneiland en het Grote Rieteiland, en tussen het noordelijk en zuidelijk deel van Haveneiland-Oost, in de woonwijk IJburg in stadsdeel Oost van Amsterdam.
De gracht doorkruist de wijk van noordwest naar zuidoost. De verbinding met het IJmeer wordt in het noordwesten verzekerd door de Nijlpaardsluis, die onderdeel uitmaakt van de waterkering van de genoemde eilanden van IJburg. In het zuidoosten sluit de Groene Tunnel aan op de Hollandiagracht en de sluis op deze gracht.
Aan de noordoever komen van west naar oost de Dwarsgracht, Profiltigracht, Binnengracht en de Hollandiagracht uit op de Groene Tunnel. De volgende straten en bruggen kruisen de Groene Tunnel:
- Westelijk Haveneiland
  - Vennepluimstraat (sluis 2008)
  - Diemerparklaan (brug 2003)
  - Ruisrietstraat (brug 2010)
- Oostelijk Haveneiland
  - Max de Haasstraat (brug 2045)
  - Jaap Speyerstraat (brug 2046)
  - Fritz Dietrich Kahlenbergstraat (brug 2047)

De zes bruggen werden alle zes ontworpen door architect Jeroen van Schooten van Meyer en Van Schooten (MVSA). De bruggenfamilie kreeg ook de naam Groene Tunnel.